# Llengües del Perú

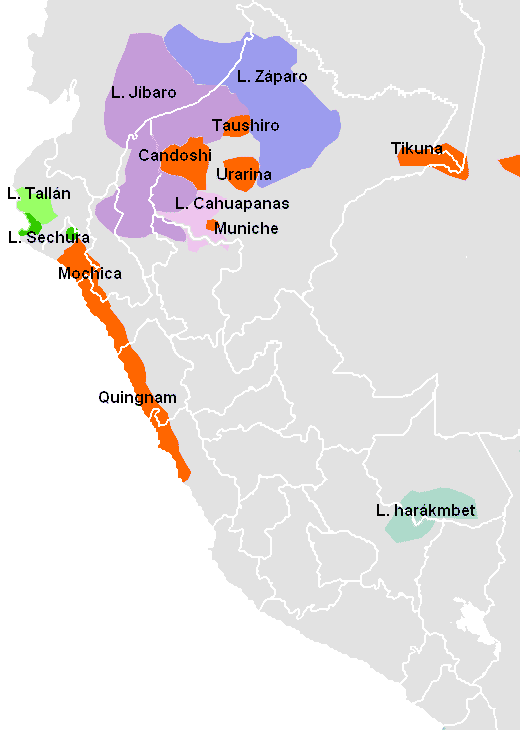
Petites famílies lingüístiques i llengües aïllades de Perú.

Les llengües del Perú s'estima que, a inicis de segle xxi, són un conjunt gran i heterogeni d'una cinquantena de llengües vernacles. El panorama lingüístic del Perú és bastant complex, els comptes van des de 43 llengües a més de 60, segons la divisió dialectal que es consideri. La gran majoria d'aquestes llengües són indígenes, encara que la llengua més estesa és el castellà, la llengua materna del 83,9% dels habitants. L'espanyol és seguit per les llengües indígenes, principalment les llengües quítxues (13,2% en conjunt) i l'aimara (1,8%). A les zones urbanes del país, especialment a la regió costanera, predomina el monolingüisme de l'espanyol; mentre que en moltes zones rurals del país, particularment en l'Amazonia, dominen les poblacions multilingües.

## Situació lingüística

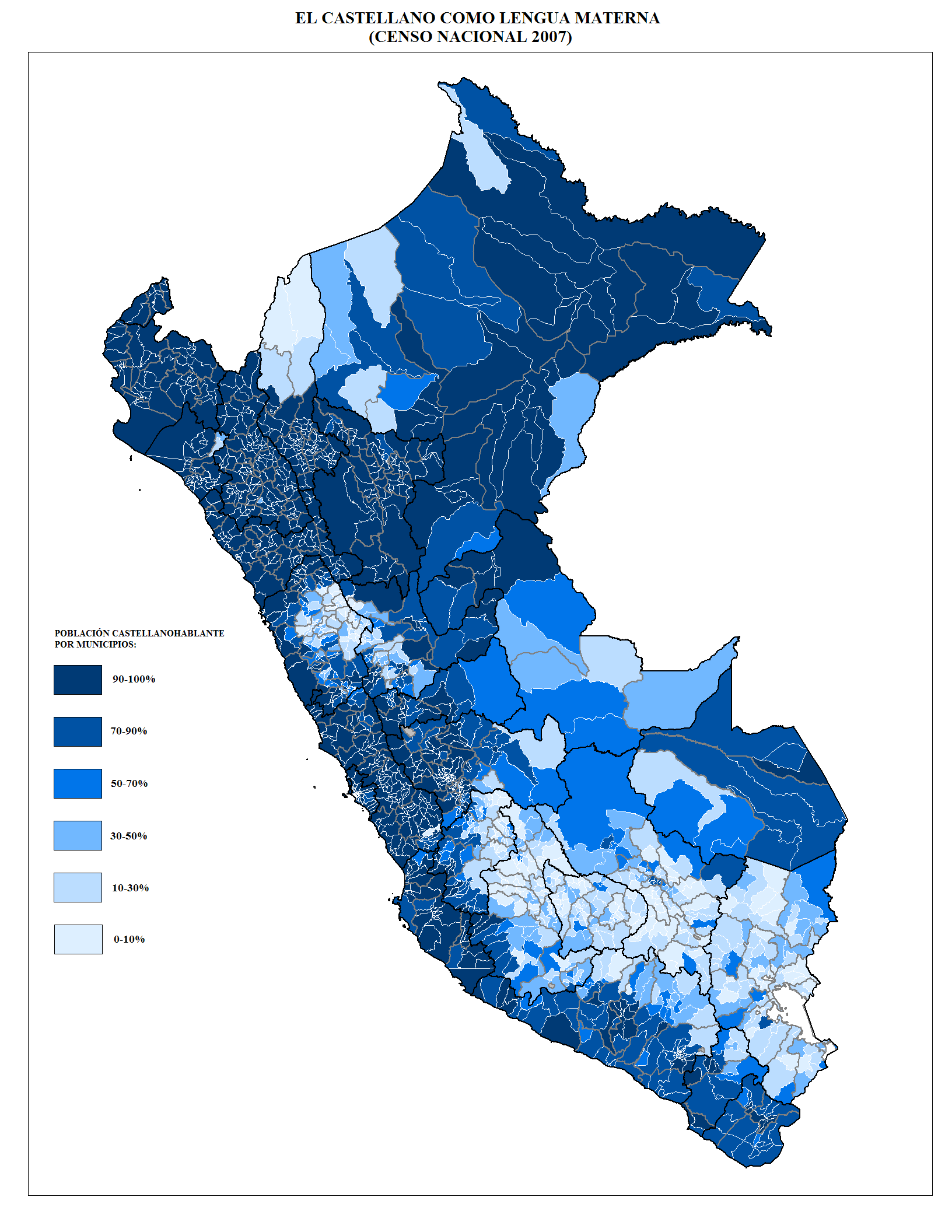
Mapa del Perú que mostra la distribució de les persones que compten amb l'espanyol com a llengua materna per àrea.

Segons Peter Landerman els jesuïtes van traduir fragments del cànon cristià a unes 150 llengües indígenes de l'Amazonia peruana, de les quals en l'actualitat en sobreviuen només unes 60.
En l'àmbit polític, són idiomes oficials l'espanyol i, a les zones on predominen, el quítxua, l'aimara i les altres llengües aborígens.
En la selva amazònica peruana es parlen 43 llengües originàries, que s'agrupen en 15 famílies i es diversifiquen en prop de 120 varietats locals recognoscibles.
| Llengua                      | 1993       | 1993        | 2007       | 2007        | 2017       | 2017        |
| Llengua                      | Total      | Percentatge | Total      | Percentatge | Total      | Percentatge |
| ---------------------------- | ---------- | ----------- | ---------- | ----------- | ---------- | ----------- |
| Castellà                     | 15.405.014 | 80,27%      | 20.723.489 | 83,92%      | 22.209.686 | 82,60%      |
| Quítxua                      | 3.177.938  | 16,56%      | 3.360.331  | 13,02%      | 3.799.780  | 13,9%       |
| Aimara                       | 440.380    | 2,29%       | 434.372    | 1,76%       | 450.010    | 1,70%       |
| (una altra llengua aborigen) | 132.174    | 0,69%       | 223.941    | 0,91%       | 210.017    | 0,8%        |
| (llengua estrangera)         | 35.118     | 0,18%       | 21.097     | 0,09%       | 48.910     | 0,4%        |
| (sense resposta / sordmut)   | 117.979    |             | 28.905     |             |            |             |

## Llengües autòctones del Perú

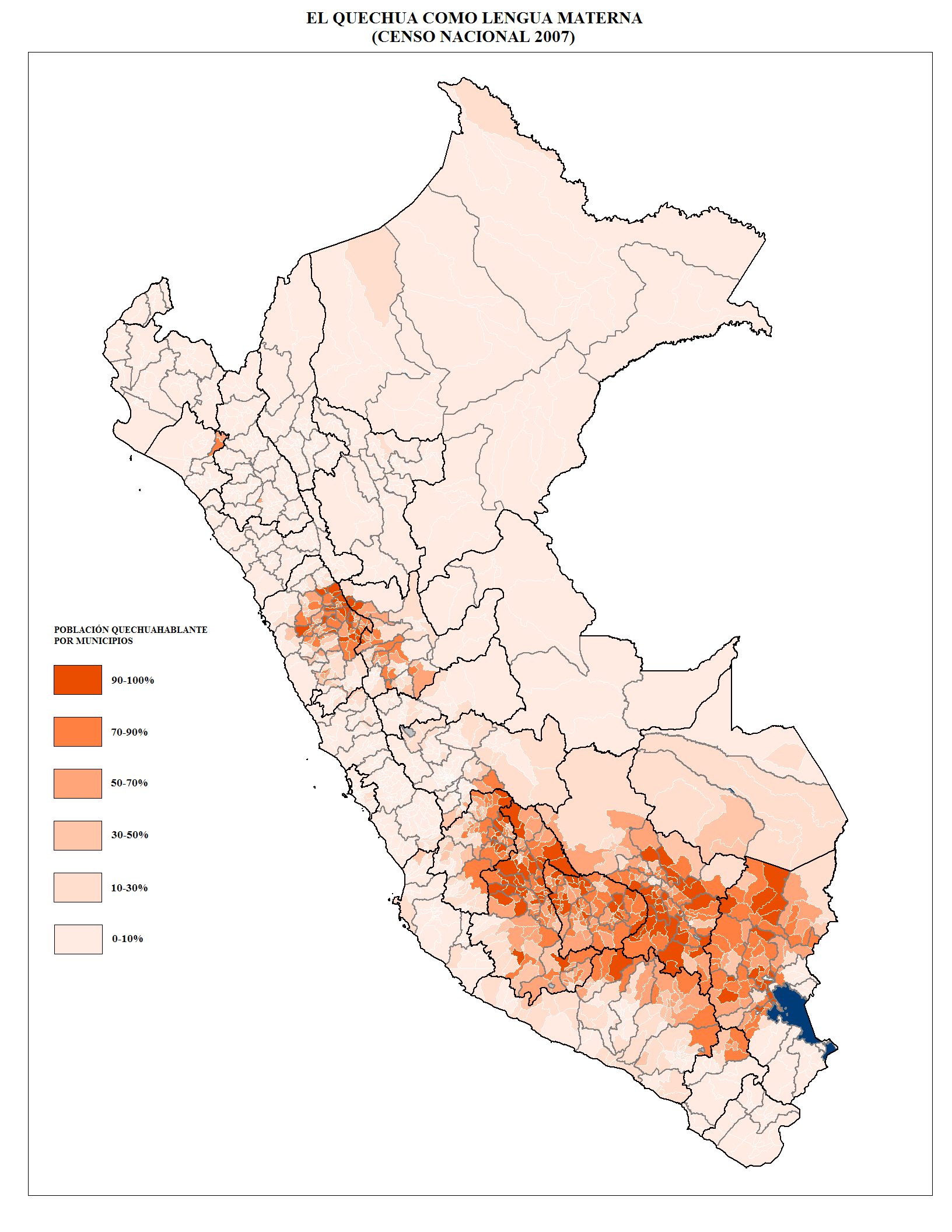
Mapa del Perú que mostra la distribució de les persones la llengua materna de les quals és el quítxua per districtes.

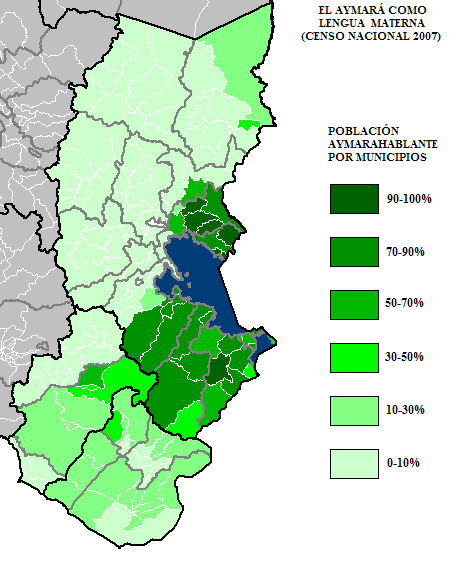
Mapa de la distribució del aimara com a llengua materna, limitat a tres departaments del sud, amb població aymarahablante: Puno, Moquegua, Tacna.

S'han identificat 47 llengües originàries del Perú i 19 famílies lingüístiques, així com 37 llengües extintes. Les llengües natives es parlen, sobretot, en els Andes centrals i en la selva amazònica. Un nombre considerable de les llengües septentrionals andines es parlaven en la costa nord i els Andes septentrionals, però es van extingir en aquest país durant el segle xix (veure idioma culli, idioma mochica, llengües tallán, llengüe).
Les úniques llengües natives andines en ús actualment són el quítxua, l'aimara, el jaqaru i el cauqui; mentre que la regió amazònica alberga una major varietat de llengües, sent les llengües més parlades l'ashaninka i l'aguaruna. Actualment s'han definit 19 famílies lingüístiques al territori peruà, 2 andines (aru i quítxua) i 17 amazòniques, i encara una altra quinzena o més de llengües aïllades i no classificades.
Tots els departaments del Perú presenten parlants de llengües originàries. Fins i tot es pot afirmar que Lima és el departament que concentra la major diversitat lingüística al Perú, ja que els parlants solen migrar a aquesta ciutat. Hi ha parlants de llengües originàries que s'han assentat recentment en departaments molt llunyans als espais que ocupaven tradicionalment. És el cas d'alguns shipibo que s'agrupen en l'assentament urbà Cantagallo al districte del Rímac, departament de Lima, i d'alguns awajún assentats al districte de Ventanilla en el Callao. També hi parlants de la llengua ashaninka assentats en els districtes de Chosica i Ate, i alguns parlants de la llengua matsigenka, al districte de Puente Piedra, a la capital del Perú. Si bé els parlants d'algunes llengües originàries se situen en conques o rius, afluents de rius, entre d'altres, en aquesta secció es presenta només la ubicació per departament. Les llengües originàries es poden classificar, segons el seu abast, per departament, per província i per districte..
De les 47 llengües vigents en el Perú, el quítxua és la llengua que es parla en la majoria de departaments del país. Entre algunes llengües amazòniques, trobem el ashaninka que es parla en 9 departaments; el awajún, en 7 departaments; el shipibo, en 5 i; el matsigenka, en 4.
En l'actualitat se sap que les llengües que van poder haver-se emprat en el Perú sobrepassen fàcilment les 300; fins i tot, cronistes com Acosta parlen de 700. No obstant això, des de l'època de conquesta, durant el Virregnat i després de la independència, la desaparició dels indígenes (per epidèmies, treballs forçats i mestissatge) i la discriminació antiindígena per part de la població blanca i mestissa, així com del govern peruà (que va imposar l'espanyol) van reduir el nombre de llengües indígenes a menys de les 150 de l'actualitat. Així i tot, el nombre és major, però desproporcionat. La següent llista és de les llengües parlades avui dia i aquelles extintes al segle xx o en extinció (en cursiva).

### Classificació
Les llengües nadiues del Perú pertanyen a 19 famílies lingüístiques provades, estant documentades a més a prop d'una quinzena de llengües més, entre llengües aïllades i llengües no classificades, moltes d'elles extintes (aquestes són assenyalades amb el signe †). La següent llista recull més de 95 llengües entre llengües vives i llengües extintes:
| Classificació de les llengües indígenes del Perú | | |                          |                                         |
| Familia | Grup | Grup | Llengua                  | Territori                               |
| Llengües aimara Una família demogràfica i històricament destacada, la branca nord va patir la pressió expansiva del Quítxua mentre que la branca sud segueix tenint molts parlants.                                                           | Aru septentrional | Aru septentrional | Jaqaru                   | Yauyos                                  |
| Llengües aimara Una família demogràfica i històricament destacada, la branca nord va patir la pressió expansiva del Quítxua mentre que la branca sud segueix tenint molts parlants.                                                           | Aru septentrional | Aru septentrional | Kawki                    | Yauyos                                  |
| Llengües aimara Una família demogràfica i històricament destacada, la branca nord va patir la pressió expansiva del Quítxua mentre que la branca sud segueix tenint molts parlants.                                                           | Aru meridional | Aru meridional | Aymara                   | Puno                                    |
| Llengües arawanes Una petita família amb llengües a Brasil i Perú. Alguns autors consideren que aquestes llengües estarien emparentades amb l'arawak.                                                                                         | Dení-culina | Dení-culina | Culina                   | Ucayali                                 |
| Llengües arawak Es tracta de la família de llengües ameríndies amb mes llengües a Sud-amèrica. | Septentrional | Noramazònic | Resígaro                 | Loreto                                  |
| Llengües arawak Es tracta de la família de llengües ameríndies amb mes llengües a Sud-amèrica. | Meridional | Sud-oest | Iñapari (†)              | Madre de Dios                           |
| Llengües arawak Es tracta de la família de llengües ameríndies amb mes llengües a Sud-amèrica. | Meridional | Sud-oest | Mashco piro (†)          | Madre de Dios                           |
| Llengües arawak Es tracta de la família de llengües ameríndies amb mes llengües a Sud-amèrica. | Meridional | Sud-oest | Yine                     | Madre de Dios, Ucayali, Loreto          |
| Llengües arawak Es tracta de la família de llengües ameríndies amb mes llengües a Sud-amèrica. | Meridional | Campa | Ashaninca                | Cusco                                   |
| Llengües arawak Es tracta de la família de llengües ameríndies amb mes llengües a Sud-amèrica. | Meridional | Campa | Asheninca                | Cusco                                   |
| Llengües arawak Es tracta de la família de llengües ameríndies amb mes llengües a Sud-amèrica. | Meridional | Campa | Axininca                 | Cusco                                   |
| Llengües arawak Es tracta de la família de llengües ameríndies amb mes llengües a Sud-amèrica. | Meridional | Campa | Campa de Pajonal         | Cusco                                   |
| Llengües arawak Es tracta de la família de llengües ameríndies amb mes llengües a Sud-amèrica. | Meridional | Campa | Caquinte                 | Cusco                                   |
| Llengües arawak Es tracta de la família de llengües ameríndies amb mes llengües a Sud-amèrica. | Meridional | Campa | Machiguenga              | Cusco                                   |
| Llengües arawak Es tracta de la família de llengües ameríndies amb mes llengües a Sud-amèrica. | Meridional | Campa | Nomatsiguenga            | Cusco                                   |
| Llengües arawak Es tracta de la família de llengües ameríndies amb mes llengües a Sud-amèrica. | Meridional | Amuesha-Chamicuro | Amuesha                  | Cusco                                   |
| Llengües arawak Es tracta de la família de llengües ameríndies amb mes llengües a Sud-amèrica. | Meridional | Amuesha-Chamicuro | Chamicuro (†)            | Loreto                                  |
| Llengües bora–witoto Alguns autors questionen que las llengües bora i las llengües huitoto formen una única familia degut a las grans divergències entre els dos grups.                                                                       | Bora | Bora | Bora                     | Loreto                                  |
| Llengües bora–witoto Alguns autors questionen que las llengües bora i las llengües huitoto formen una única familia degut a las grans divergències entre els dos grups.                                                                       | Bora | Bora | Muinane                  | Loreto                                  |
| Llengües bora–witoto Alguns autors questionen que las llengües bora i las llengües huitoto formen una única familia degut a las grans divergències entre els dos grups.                                                                       | Witoto | Witoto | Coixoma                  | Loreto                                  |
| Llengües bora–witoto Alguns autors questionen que las llengües bora i las llengües huitoto formen una única familia degut a las grans divergències entre els dos grups.                                                                       | Witoto | Witoto | Meneca                   | Amazonas                                |
| Llengües bora–witoto Alguns autors questionen que las llengües bora i las llengües huitoto formen una única familia degut a las grans divergències entre els dos grups.                                                                       | Witoto | Witoto | Murui                    |                                         |
| Llengües bora–witoto Alguns autors questionen que las llengües bora i las llengües huitoto formen una única familia degut a las grans divergències entre els dos grups.                                                                       | Witoto | Witoto | Nonuya                   |                                         |
| Llengües bora–witoto Alguns autors questionen que las llengües bora i las llengües huitoto formen una única familia degut a las grans divergències entre els dos grups.                                                                       | Witoto | Witoto | Nüpode witoto            | Loreto                                  |
| Llengües bora–witoto Alguns autors questionen que las llengües bora i las llengües huitoto formen una única familia degut a las grans divergències entre els dos grups.                                                                       | Witoto | Witoto | Ocaina                   | Loreto                                  |
| Llengües cahuapanes . | Llengües cahuapanes . | Llengües cahuapanes . | Cayahuita-Cahuapana (†)  | Loreto                                  |
| Llengües cahuapanes . | Llengües cahuapanes . | Llengües cahuapanes . | Jebero                   | Loreto                                  |
| Llengües candoshi-chirino . | Llengües candoshi-chirino . | Llengües candoshi-chirino . | Candoshi                 | Loreto                                  |
| Llengües candoshi-chirino . | Llengües candoshi-chirino . | Llengües candoshi-chirino . | Chirino (†)              | Amazonas, Cajamarca                     |
| Llengües harákmbut . | Llengües harákmbut . | Llengües harákmbut . | Amarakaeri               | Madre de Dios                           |
| Llengües harákmbut . | Llengües harákmbut . | Llengües harákmbut . | Huachipaeri              | Madre de Dios                           |
| Llengües hibito-cholón . | Llengües hibito-cholón . | Llengües hibito-cholón . | Cholón                   | San Martín                              |
| Llengües hibito-cholón . | Llengües hibito-cholón . | Llengües hibito-cholón . | Hibito                   | San Martín                              |
| Llengües jívaro . | Aguaruna | Aguaruna | Aguaruna                 | Amazonas, Cajamarca, San Martín         |
| Llengües jívaro . | Shuar-Huambisa | Shuar-Huambisa | Achuar                   | Loreto                                  |
| Llengües jívaro . | Shuar-Huambisa | Shuar-Huambisa | Huambisa                 | Amazonas, Loreto                        |
| Llengües pano-tacanes Una de las famílies amb mes llengües diferents en Perú. | Pano | Yaminawa | Amahuaca                 | Madre de Dios, Ucayali                  |
| Llengües pano-tacanes Una de las famílies amb mes llengües diferents en Perú. | Pano | Yaminawa | Cashinahua               | Ucayali                                 |
| Llengües pano-tacanes Una de las famílies amb mes llengües diferents en Perú. | Pano | Yaminawa | Sharanahua               | Ucayali                                 |
| Llengües pano-tacanes Una de las famílies amb mes llengües diferents en Perú. | Pano | Yaminawa | Yaminawa                 | Ucayali                                 |
| Llengües pano-tacanes Una de las famílies amb mes llengües diferents en Perú. | Pano | Chacobo | Arazaire (†)             | Cuzco                                   |
| Llengües pano-tacanes Una de las famílies amb mes llengües diferents en Perú. | Pano | Chacobo | Atsahuaca (†)            | Madre de Dios                           |
| Llengües pano-tacanes Una de las famílies amb mes llengües diferents en Perú. | Pano | Chacobo | Yamiaca (†)              | Madre de Dios                           |
| Llengües pano-tacanes Una de las famílies amb mes llengües diferents en Perú. | Pano | Capanawa | Capanahua                | Loreto                                  |
| Llengües pano-tacanes Una de las famílies amb mes llengües diferents en Perú. | Pano | Capanawa | Isconahua                | Ucayali                                 |
| Llengües pano-tacanes Una de las famílies amb mes llengües diferents en Perú. | Pano | Capanawa | Marubo                   | Ucayali                                 |
| Llengües pano-tacanes Una de las famílies amb mes llengües diferents en Perú. | Pano | Capanawa | Pánobo (†)               | Loreto                                  |
| Llengües pano-tacanes Una de las famílies amb mes llengües diferents en Perú. | Pano | Capanawa | Remo (†)                 | Loreto                                  |
| Llengües pano-tacanes Una de las famílies amb mes llengües diferents en Perú. | Pano | Capanawa | Shipibo                  | Ucayali                                 |
| Llengües pano-tacanes Una de las famílies amb mes llengües diferents en Perú. | Pano | Altres | Cashibo                  | Ucayali, Huánuco                        |
| Llengües pano-tacanes Una de las famílies amb mes llengües diferents en Perú. | Pano | Altres | Mayo-Pisabo              | Loreto                                  |
| Llengües pano-tacanes Una de las famílies amb mes llengües diferents en Perú. | Pano | Altres | Mayoruna                 | Loreto                                  |
| Llengües pano-tacanes Una de las famílies amb mes llengües diferents en Perú. | Pano | Altres | Nahua                    | Cuzco, Madre de Dios, Ucayali           |
| Llengües pano-tacanes Una de las famílies amb mes llengües diferents en Perú. | Pano | Altres | Nocamán (†)              | Ucayali                                 |
| Llengües pano-tacanes Una de las famílies amb mes llengües diferents en Perú. | Pano | Altres | Sensi (†)                | Loreto                                  |
| Llengües pano-tacanes Una de las famílies amb mes llengües diferents en Perú. | Tacano | Tacano | Ese'ejja                 | Madre de Dios                           |
| Llengües peba-yagua . | Llengües peba-yagua . | Llengües peba-yagua . | Peba (†)                 | Loreto                                  |
| Llengües peba-yagua . | Llengües peba-yagua . | Llengües peba-yagua . | Yagua                    | Loreto                                  |
| Llengües peba-yagua . | Llengües peba-yagua . | Llengües peba-yagua . | Yameo (†)                | Loreto                                  |
| Llengües quítxues Aquestes llengües constitueixen una família de llengües diferents donat que no totes les varietats de quítxues son intercomprensibles.                                                                                      | Quítxua I | Quítxua I central | Quítxua ancashino        | Ancash                                  |
| Llengües quítxues Aquestes llengües constitueixen una família de llengües diferents donat que no totes les varietats de quítxues son intercomprensibles.                                                                                      | Quítxua I | Quítxua I central | Quítxua huanca           | Junín                                   |
| Llengües quítxues Aquestes llengües constitueixen una família de llengües diferents donat que no totes les varietats de quítxues son intercomprensibles.                                                                                      | Quítxua I | Quítxua I central | Quítxua yaru             | Junín, Pasco                            |
| Llengües quítxues Aquestes llengües constitueixen una família de llengües diferents donat que no totes les varietats de quítxues son intercomprensibles.                                                                                      | Quítxua I | Quítxua I perifèric | Quítxua de Pacaraos      | Distrito de Pacaraos (Huaral)           |
| Llengües quítxues Aquestes llengües constitueixen una família de llengües diferents donat que no totes les varietats de quítxues son intercomprensibles.                                                                                      | Quítxua II | Quítxua II-A | Quítxua cajamarquino     | Provincia de Cajamarca                  |
| Llengües quítxues Aquestes llengües constitueixen una família de llengües diferents donat que no totes les varietats de quítxues son intercomprensibles.                                                                                      | Quítxua II | Quítxua II-A | Quítxua Incawasi-Cañaris | Districtes de Incahuasi i Cañaris       |
| Llengües quítxues Aquestes llengües constitueixen una família de llengües diferents donat que no totes les varietats de quítxues son intercomprensibles.                                                                                      | Quítxua II | Quítxua II-A | Quítxua yauyino          | Provincia de Yauyos                     |
| Llengües quítxues Aquestes llengües constitueixen una família de llengües diferents donat que no totes les varietats de quítxues son intercomprensibles.                                                                                      | Quítxua II | Quítxua II-B | Quítxua chachapoyano     | Províncies de Chachapoyas i Luya        |
| Llengües quítxues Aquestes llengües constitueixen una família de llengües diferents donat que no totes les varietats de quítxues son intercomprensibles.                                                                                      | Quítxua II | Quítxua II-B | Quítxua lamista          | Provincia de Lamas, Valle del Huallaga  |
| Llengües quítxues Aquestes llengües constitueixen una família de llengües diferents donat que no totes les varietats de quítxues son intercomprensibles.                                                                                      | Quítxua II | Quítxua II-B | Quítxua norteño          | Loreto                                  |
| Llengües quítxues Aquestes llengües constitueixen una família de llengües diferents donat que no totes les varietats de quítxues son intercomprensibles.                                                                                      | Quítxua II | Quítxua II-C | Quítxua ayacuchano       | Ayacucho, Huancavelica                  |
| Llengües quítxues Aquestes llengües constitueixen una família de llengües diferents donat que no totes les varietats de quítxues son intercomprensibles.                                                                                      | Quítxua II | Quítxua II-C | Quítxua cuzqueño         | Cusco                                   |
| Llengües tallán-sechura Es un conjunt de llengües mal conegudes, que estan extingides des de finals del segle xviii o principis del XIX, l'única informació existent son algunes llistes de vocabulari.                                       | Atallano | Atallano | Catacaos                 | Districte de Catacaos                   |
| Llengües tallán-sechura Es un conjunt de llengües mal conegudes, que estan extingides des de finals del segle xviii o principis del XIX, l'única informació existent son algunes llistes de vocabulari.                                       | Atallano | Atallano | Colán                    | Districte de Colán                      |
| Llengües tallán-sechura Es un conjunt de llengües mal conegudes, que estan extingides des de finals del segle xviii o principis del XIX, l'única informació existent son algunes llistes de vocabulari.                                       | Sechura | Sechura | Olmos                    | Districte de Olmos                      |
| Llengües tallán-sechura Es un conjunt de llengües mal conegudes, que estan extingides des de finals del segle xviii o principis del XIX, l'única informació existent son algunes llistes de vocabulari.                                       | Sechura | Sechura | Sechura                  | Provincia de Sechura                    |
| Llengües tucanas Aquesta família està formada per un gran nombre de Llengües localitzades en el sud de Colòmbia i a part de Brasil. | Occidental | Suroccidental | Orejón                   | Loreto                                  |
| Llengües tupí Es tracta de la família de llengües ameríndies amb mes llengües a Amèrica del Sud, especialment a Brasil. | tupí-guaraní | subgrup III | Cocama-cocamilla         | Loreto                                  |
| Llengües tupí Es tracta de la família de llengües ameríndies amb mes llengües a Amèrica del Sud, especialment a Brasil. | tupí-guaraní | subgrup III | Omagua                   | Loreto                                  |
| Llengües záparas . | Grup I | Grup I | Cahuarano (†)?           | Loreto                                  |
| Llengües záparas . | Grup I | Grup I | Iquito                   | Loreto                                  |
| Llengües záparas . | Grup II | Grup II | Arabela                  | Loreto                                  |
| Llengües záparas . | Grup II | Grup II | Andoa-shimigae (†)?      | Loreto                                  |
| Llengües záparas . | Grup II | Grup II | Conambo (†)              | Loreto                                  |
| Llengües záparas . | Grup II | Grup II | Záparo (†)?              | Loreto                                  |
| Llengua aïllada S'ha intentat agrupar aquestes llengües en famílies més àmplies, encara que sense èxit. | Llengua aïllada S'ha intentat agrupar aquestes llengües en famílies més àmplies, encara que sense èxit. | Llengua aïllada S'ha intentat agrupar aquestes llengües en famílies més àmplies, encara que sense èxit. | Culli (†)                | La libertad, Cajabamba                  |
| Llengua aïllada S'ha intentat agrupar aquestes llengües en famílies més àmplies, encara que sense èxit. | Llengua aïllada S'ha intentat agrupar aquestes llengües en famílies més àmplies, encara que sense èxit. | Llengua aïllada S'ha intentat agrupar aquestes llengües en famílies més àmplies, encara que sense èxit. | Mochica (†)              | Departament de Lambayeque               |
| Llengua aïllada S'ha intentat agrupar aquestes llengües en famílies més àmplies, encara que sense èxit. | Llengua aïllada S'ha intentat agrupar aquestes llengües en famílies més àmplies, encara que sense èxit. | Llengua aïllada S'ha intentat agrupar aquestes llengües en famílies més àmplies, encara que sense èxit. | Munichi (†)              | Loreto                                  |
| Llengua aïllada S'ha intentat agrupar aquestes llengües en famílies més àmplies, encara que sense èxit. | Llengua aïllada S'ha intentat agrupar aquestes llengües en famílies més àmplies, encara que sense èxit. | Llengua aïllada S'ha intentat agrupar aquestes llengües en famílies més àmplies, encara que sense èxit. | Quingnam (†)             | Lima, Ancash, La Libertad               |
| Llengua aïllada S'ha intentat agrupar aquestes llengües en famílies més àmplies, encara que sense èxit. | Llengua aïllada S'ha intentat agrupar aquestes llengües en famílies més àmplies, encara que sense èxit. | Llengua aïllada S'ha intentat agrupar aquestes llengües en famílies més àmplies, encara que sense èxit. | Taushiro                 | Loreto                                  |
| Llengua aïllada S'ha intentat agrupar aquestes llengües en famílies més àmplies, encara que sense èxit. | Llengua aïllada S'ha intentat agrupar aquestes llengües en famílies més àmplies, encara que sense èxit. | Llengua aïllada S'ha intentat agrupar aquestes llengües en famílies més àmplies, encara que sense èxit. | Tikuna                   | Loreto                                  |
| Llengua aïllada S'ha intentat agrupar aquestes llengües en famílies més àmplies, encara que sense èxit. | Llengua aïllada S'ha intentat agrupar aquestes llengües en famílies més àmplies, encara que sense èxit. | Llengua aïllada S'ha intentat agrupar aquestes llengües en famílies més àmplies, encara que sense èxit. | Urarina                  | Loreto                                  |
| Llengua no classificada A més hi ha un conjunt de llengües amb documentació molt escassa i referències a llengües de pobles extingits, que no han pogut ser classificades per falta de informació. Veure per exemple Llengua no classificada. | Llengua no classificada A més hi ha un conjunt de llengües amb documentació molt escassa i referències a llengües de pobles extingits, que no han pogut ser classificades per falta de informació. Veure per exemple Llengua no classificada. | Llengua no classificada A més hi ha un conjunt de llengües amb documentació molt escassa i referències a llengües de pobles extingits, que no han pogut ser classificades per falta de informació. Veure per exemple Llengua no classificada. | Aguano (†)               | Loreto                                  |
| Llengua no classificada A més hi ha un conjunt de llengües amb documentació molt escassa i referències a llengües de pobles extingits, que no han pogut ser classificades per falta de informació. Veure per exemple Llengua no classificada. | Llengua no classificada A més hi ha un conjunt de llengües amb documentació molt escassa i referències a llengües de pobles extingits, que no han pogut ser classificades per falta de informació. Veure per exemple Llengua no classificada. | Llengua no classificada A més hi ha un conjunt de llengües amb documentació molt escassa i referències a llengües de pobles extingits, que no han pogut ser classificades per falta de informació. Veure per exemple Llengua no classificada. | Bagua (†)                | Regió de l'Amazones, Regió de Cajamarca |
| Llengua no classificada A més hi ha un conjunt de llengües amb documentació molt escassa i referències a llengües de pobles extingits, que no han pogut ser classificades per falta de informació. Veure per exemple Llengua no classificada. | Llengua no classificada A més hi ha un conjunt de llengües amb documentació molt escassa i referències a llengües de pobles extingits, que no han pogut ser classificades per falta de informació. Veure per exemple Llengua no classificada. | Llengua no classificada A més hi ha un conjunt de llengües amb documentació molt escassa i referències a llengües de pobles extingits, que no han pogut ser classificades per falta de informació. Veure per exemple Llengua no classificada. | Chacha (†)               | La Libertad, San Martín                 |
| Llengua no classificada A més hi ha un conjunt de llengües amb documentació molt escassa i referències a llengües de pobles extingits, que no han pogut ser classificades per falta de informació. Veure per exemple Llengua no classificada. | Llengua no classificada A més hi ha un conjunt de llengües amb documentació molt escassa i referències a llengües de pobles extingits, que no han pogut ser classificades per falta de informació. Veure per exemple Llengua no classificada. | Llengua no classificada A més hi ha un conjunt de llengües amb documentació molt escassa i referències a llengües de pobles extingits, que no han pogut ser classificades per falta de informació. Veure per exemple Llengua no classificada. | Copallén (†)             | Amazonas                                |
| Llengua no classificada A més hi ha un conjunt de llengües amb documentació molt escassa i referències a llengües de pobles extingits, que no han pogut ser classificades per falta de informació. Veure per exemple Llengua no classificada. | Llengua no classificada A més hi ha un conjunt de llengües amb documentació molt escassa i referències a llengües de pobles extingits, que no han pogut ser classificades per falta de informació. Veure per exemple Llengua no classificada. | Llengua no classificada A més hi ha un conjunt de llengües amb documentació molt escassa i referències a llengües de pobles extingits, que no han pogut ser classificades per falta de informació. Veure per exemple Llengua no classificada. | Omurano (†) (zápara?)    | departament                             |
| Llengua no classificada A més hi ha un conjunt de llengües amb documentació molt escassa i referències a llengües de pobles extingits, que no han pogut ser classificades per falta de informació. Veure per exemple Llengua no classificada. | Llengua no classificada A més hi ha un conjunt de llengües amb documentació molt escassa i referències a llengües de pobles extingits, que no han pogut ser classificades per falta de informació. Veure per exemple Llengua no classificada. | Llengua no classificada A més hi ha un conjunt de llengües amb documentació molt escassa i referències a llengües de pobles extingits, que no han pogut ser classificades per falta de informació. Veure per exemple Llengua no classificada. | Patagón (†) (carib?)     | Amazonas, Cajamarca                     |
| Llengua no classificada A més hi ha un conjunt de llengües amb documentació molt escassa i referències a llengües de pobles extingits, que no han pogut ser classificades per falta de informació. Veure per exemple Llengua no classificada. | Llengua no classificada A més hi ha un conjunt de llengües amb documentació molt escassa i referències a llengües de pobles extingits, que no han pogut ser classificades per falta de informació. Veure per exemple Llengua no classificada. | Llengua no classificada A més hi ha un conjunt de llengües amb documentació molt escassa i referències a llengües de pobles extingits, que no han pogut ser classificades per falta de informació. Veure per exemple Llengua no classificada. | Sacata (†)               | Cajamarca                               |
| Llengua no classificada A més hi ha un conjunt de llengües amb documentació molt escassa i referències a llengües de pobles extingits, que no han pogut ser classificades per falta de informació. Veure per exemple Llengua no classificada. | Llengua no classificada A més hi ha un conjunt de llengües amb documentació molt escassa i referències a llengües de pobles extingits, que no han pogut ser classificades per falta de informació. Veure per exemple Llengua no classificada. | Llengua no classificada A més hi ha un conjunt de llengües amb documentació molt escassa i referències a llengües de pobles extingits, que no han pogut ser classificades per falta de informació. Veure per exemple Llengua no classificada. | Tabancale (†)            | Cajamarca                               |
| Llengua no classificada A més hi ha un conjunt de llengües amb documentació molt escassa i referències a llengües de pobles extingits, que no han pogut ser classificades per falta de informació. Veure per exemple Llengua no classificada. | Llengua no classificada A més hi ha un conjunt de llengües amb documentació molt escassa i referències a llengües de pobles extingits, que no han pogut ser classificades per falta de informació. Veure per exemple Llengua no classificada. | Llengua no classificada A més hi ha un conjunt de llengües amb documentació molt escassa i referències a llengües de pobles extingits, que no han pogut ser classificades per falta de informació. Veure per exemple Llengua no classificada. | Terikaka (†) (zápara?)   | Loreto                                  |

### Quítxua

Distribució geogràfica de les principals divisions de la família quechua.

El quítxua és la segona llengua del país, per nombre de parlants. És oficial on és predominant, encara que des del punt de vista lingüístic ha d'entendre's com una família de llengües emparentades o com una macrollengua, així per exemple Ethnologue distingeix més de 25 varietats de quítxua al Perú. De fet els 4 grups principals en què es divideix el quítxua (Quítxua I, Quítxua IIA, Quítxua IIB i Quítxua IIC), els quatre estan representats al Perú.

### Aimara
L'aimara és la tercera llengua del país, per nombre de parlants, amb prop de mig milió de parlants al Perú. Predomina actualment en el sud del país, en els departaments de Puno, Moquegua i Tacna.

### Altres

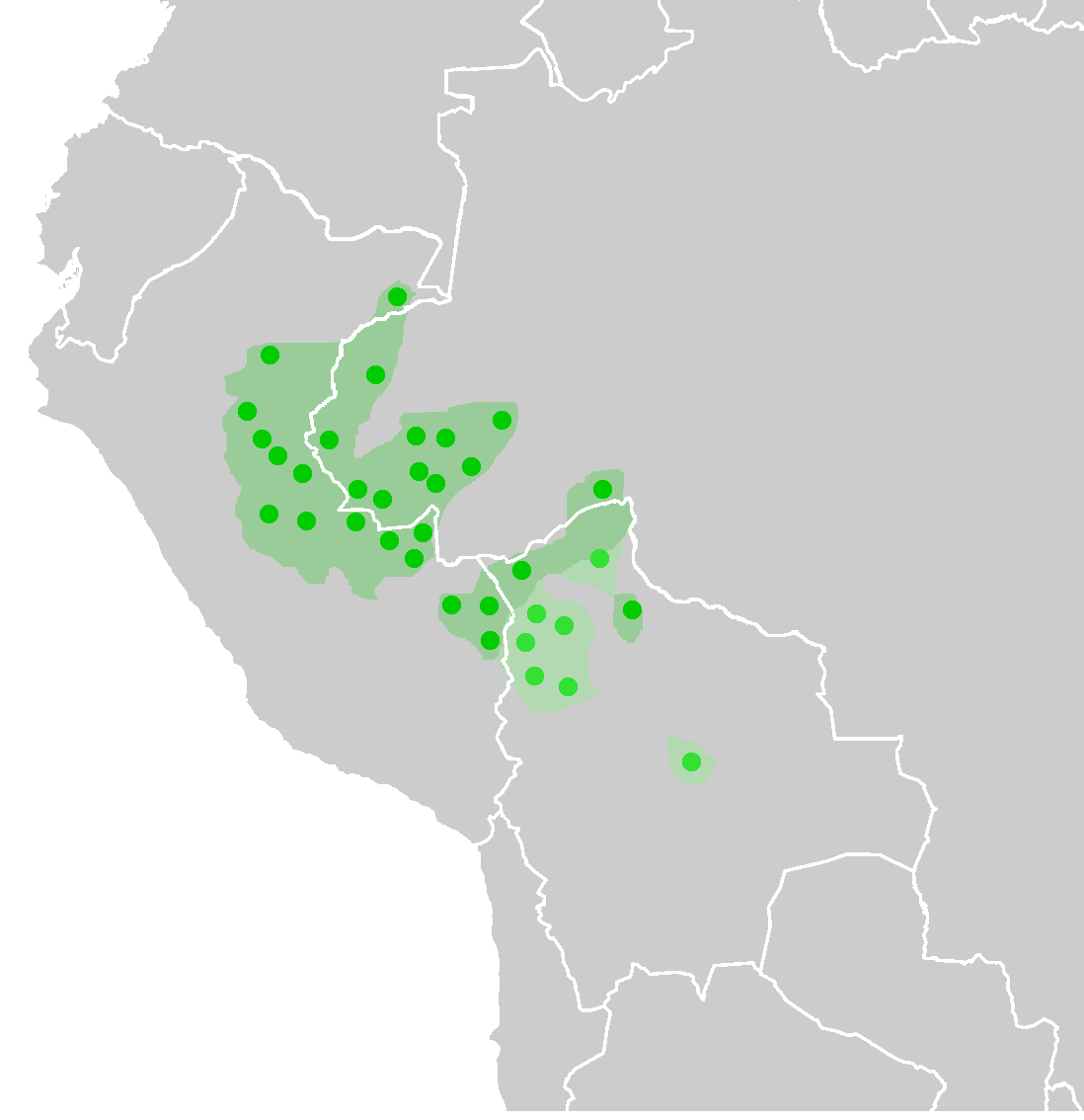
Llengües pano-tacanas: Llengües pano (verd fosc) i llengües takana (verd clar), els punts indiquen la localització documentada de les llengües.

La resta de llengües indígenes del Perú compten amb més de 105 mil parlants en conjunt i es parlen bàsicament en l'orient i nord del país, en els departaments de Loreto, Mare de Déu i Ucayali. El nord del Perú (Loreto) és probablement la part més diversa del país des del punt de vista lingüístic, ja que en ella abunden les petites famílies de llengües i llengües aïllades.
En el nord del Perú es troben cinc petites famílies: les cahuapana, jívara, zápara, peba-yagua i bora-witoto, aquestes famílies es parlen principalment en departament de Loreto, així com en àrees adjacents de Brasil, Colòmbia i l'Equador. La majoria d'aquests grups van ser delmats en el "boom del cautxú" a principis del segle xx. A la regió del riu Putumayo la població va caure de 50 mil a entre 7 mil i 10 mil en la primera dècada del segle xx.
En el departament d'Ucayali predominen les llengües pano, mentre que en la selva alta (muntanyenca) de la conca del riu Ucayali predominen les llengües arawak meridionals.

## Idiomes al·lòctons
Un idioma al·lòcton d'un territori és una llengua l'origen històric traçable de la qual és conegut i cau fora d'aquest territori i va ser portat a aquest territori per conquesta, immigració o colonització.

### L'espanyol del Perú
Al Perú, l'idioma més estès és l'espanyol, que compta amb quatre dialectes en aquest país: l'espanyol equatorial, l'espanyol peruà riberenc, l'espanyol andí i l'espanyol amazònic.

### Altres
A més de l'espanyol, que és la llengua al·lòctona per excel·lència, existeixen altres llengües no originàries del Perú, parlades actualment com a resultat de processos migratoris.
Si bé és cert que existeix un gran nombre de colònies d'estrangers al Perú, la majoria d'aquestes va abandonar la seva llengua originària. Entre les comunitats principals d'immigrants estan estesos el japonès, el xinès i el cantonès com a exemples més clars, i en molta menor mesura, l'alemany (selva central en Pozuzo i Oxapampa), l'italià (àrees urbanes de Lima i Arequipa), l'àrab i l'hindustànic (dialecte urdú). Aquests dos últims són producte de les recents onades immigrants des de Palestina i Pakistan. El Francès també és una llengua que s'està arrelant en el departament de Loreto, ja que per mitjà d'una campanya de l'Aliança Francesa, el francès va ser ben rebut per la població peruana especialment la iquitenya. Últimament també tenen molta influència l'anglès, per la quantitat de turistes i residents nord-americans i britànics, el portuguès i el portunyol, que és bastant usat a les regions frontereres d'Ucayali, Loreto i Madre de Dios.